# آلسیو تریبوزی
آلسیو تریبوزی (انگلیسی: Alessio Tribuzzi؛ زادهٔ ۱۹ نوامبر ۱۹۹۸) بازیکن فوتبال اهل ایتالیا است.
از باشگاه‌هایی که در آن بازی کرده‌است می‌توان به باشگاه فوتبال فروزینونه اشاره کرد.